# Svenska serieförlag
Svenska serieförlag, med huvudsaklig utgivning av tecknade serier, etablerades först på 1950-talet. De var antingen fristående eller kopplade till större mediekoncerner som Bonnier och Gutenberghus (senare Egmont). Nya förlag dök upp i och med nya seriealbumen och vuxenserierna på 1970- och 1980-talen. Medan den allt mindre serietidningsutgivningen successivt samlats på allt färre förlag, har de senaste decennierna en mängd mindre förlag tagit stor plats inom utgivningen av seriealbum.

## Serietidningar
I och med serietidningarnas genombrott på 1950-talet etablerades tre stora serieförlag: Armas Morbys Centerförlaget (1948, ursprungligen som Press & Publicity), Bonnierägda Semic Press (1950, ursprungligen som Serieförlaget), och Rolf Jansons Williams förlag (1956, ursprungligen som Illustrerade Klassikers förlag).
Såväl Centerförlaget som Williams övertogs sedermera av Semic - 1969 respektive 1975.
Seriernas koppling till veckotidningarna under första halvan av 1900-talet innebar också att Hemmets Journals förlag och Allers förlag inledde serietidningsutgivning parallallellt med de tre stora aktörerna. Hemmets Journal med Kalle Anka & C:o och dess avläggare, och Allers med bland annat Daffy, Snurre, Karl-Alfred och Familjen Flinta. Allers avslutade sin serietidningsutgivning på 1980-talet, men Hemmets Journal, sedermera under namnen Serieförlaget och Egmont, tog över Semics utgivning 1997 och blev därmed den i särklass största aktören på den svenska serietidningsmarknaden.
Efter att Williams förlag avslutade sin utgivning etablerades 1976 Atlantic förlag vilket kom att bli Semics huvudkonkurrent under de efterföljande decennierna. År 2000 gick Atlantic i graven, och dess plats fylldes av Schibsted-ägda Full Stop Media, sedermera Schibsted förlagen, vars utgivning pågick från 2000 till  2009. Därefter har Egmont i det närmaste intagit en monopolställning på marknaden.
Bland mindre förlag märks framför allt Formatic Press (1957-1981), Red Clown (1973-1975), Pingvinförlaget (1978-1990), RSR Epix (1984-1993), och Pandora Press (1986-1989, samt - i samarbete med Atlantic - 1990-1993)

## Seriealbum
Fram till 1970-talet var de flesta seriealbum som publicerades antingen julalbum eller sidoutgåvor av serietidningarna, och de förlag som publicerade dem var huvudsakligen vecko- och serietidningsförlagen.
I och med Carlsen Comics utgivning (med Tintin i spetsen) kom dock en separat albummarknad att växa fram, och Hemmets Journal (Asterix), Allers (Frank - Världsreportern), och Semic (Kapten Gråskägg) gjorde alla försök med albumutgivning, liksom boksförlag som bland annat Bonniers Juniorförlag (Lucky Luke), Winthers (Bruno Brazil), Coeckelberghs (Filemon), Wahlströms (Gustaf), och Rabén och Sjögren (huvudsakligen svenska serier som Johan Vilde, Pippi Långstrump och Ture Sventon).
I och med 1980-talets boom av inhemska serier och vuxenserier, kom ytterligare förlag vars huvudsakliga utgivning bestod av seriealbum att etableras – framför allt Medusa/Epix, Tago och Alvglans – och under 1990-talet tillkom nya aktörer som Optimal Press, Ordfront Galago och Kartago. Vid millennieskiftet profilerade sig mindre serieförlag som Bokfabriken och Jemi, och 2000-talet har inneburit nya förlag såväl med fokus på inhemska serier (C'est Bon Kultur/Wormgod, Kolik, Nisses Böcker, etc.) som på importerade serier (Albumförlaget, Komika, Mangismo, Ordbilder Media, etc.)